# Grenouille de Pérez
Pelophylax perezi
Espèce
Synonymes
- Rana perezi Seoane, 1885

Statut de conservation UICN

 LC  : Préoccupation mineure
La grenouille de Pérez (es), Pelophylax perezi, est une espèce d'amphibiens de la famille des Ranidae.
Cette espèce se rencontre dans la péninsule Ibérique et dans la moitié sud de la France. Très abondante en Espagne, elle porte le nom espagnol de rana común, soit  « grenouille commune ».

## Description

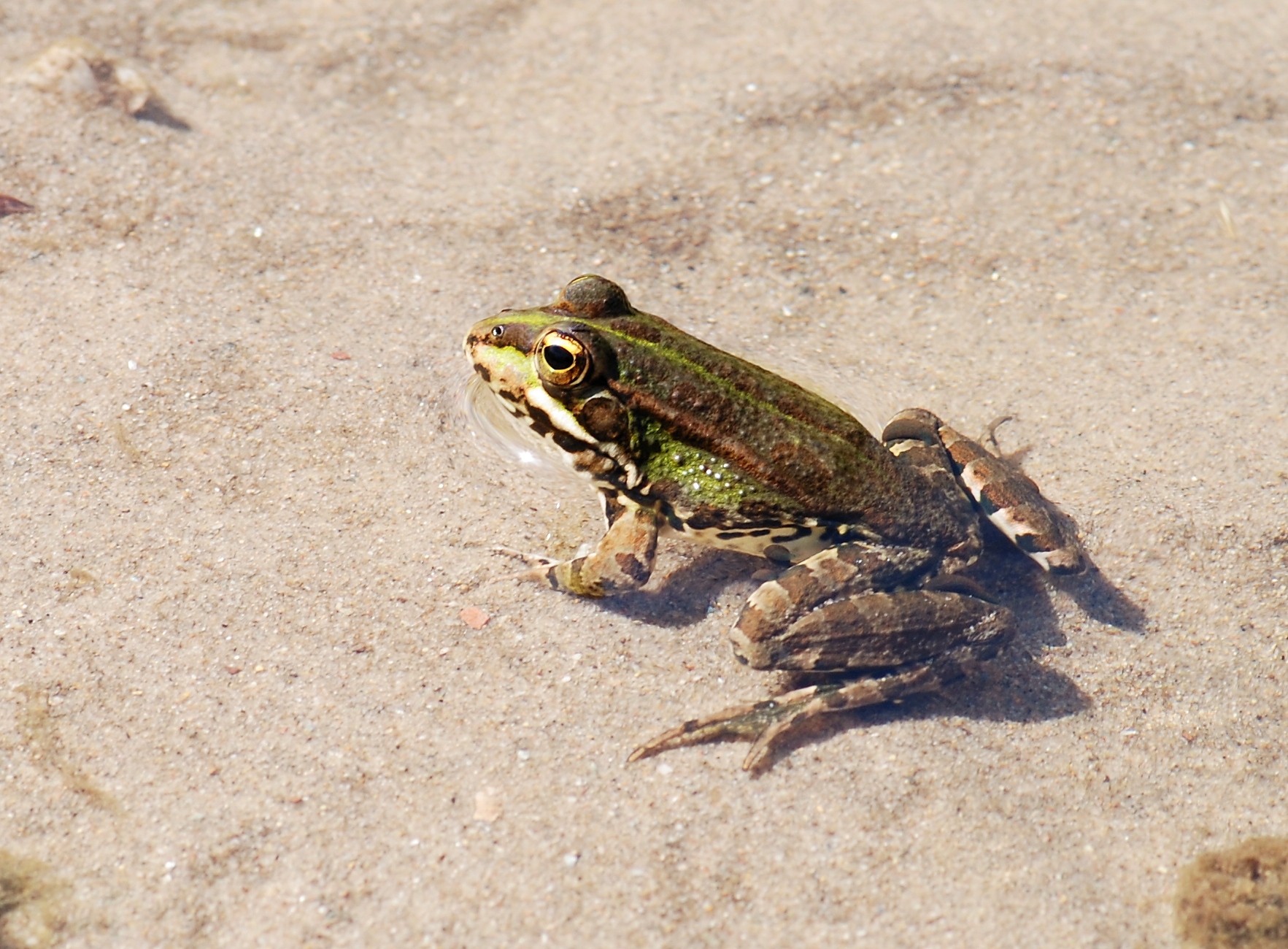
Grenouille de Pérez, avec une bande vertébrale claire et des replis latéro-dorsaux brun bronze

La grenouille de Pérez est une petite grenouille verte de moins de 6 cm en France. Ailleurs, elle peut atteindre 8,5 cm, voire parfois 10 cm. Le mâle est un peu plus petit que la femelle.
La tête est aussi longue que large avec des yeux rapprochés et un museau vu de profil arrondi ou proéminent. Elle ne porte pas de bande temporale sombre, derrière l’œil, comme les grenouilles brunes.
À la base de l'orteil I, le tubercule métatarsien est en forme de triangle aplati, assez petit. La face postérieure des cuisses est grisâtre finement marbré d'olivâtre ou de noirâtre, à la différence de celle de Pelophylax lessonae ou Pelophylax kl. esculentus qui est marbré de sombre sur fond jaune.
La face dorsale du corps est très variable, habituellement verte mais aussi grise ou marron, avec des taches irrégulières marron foncé ou noir. Elle possède en général une bande vertébrale claire, jaune verdâtre. Les individus verts ont des replis latéro-dorsaux brun bronze.
La face ventrale est blanchâtre parfois réticulée de gris.
Le mâle possède des sacs vocaux latéraux gris foncé ou noirs.

## Répartition

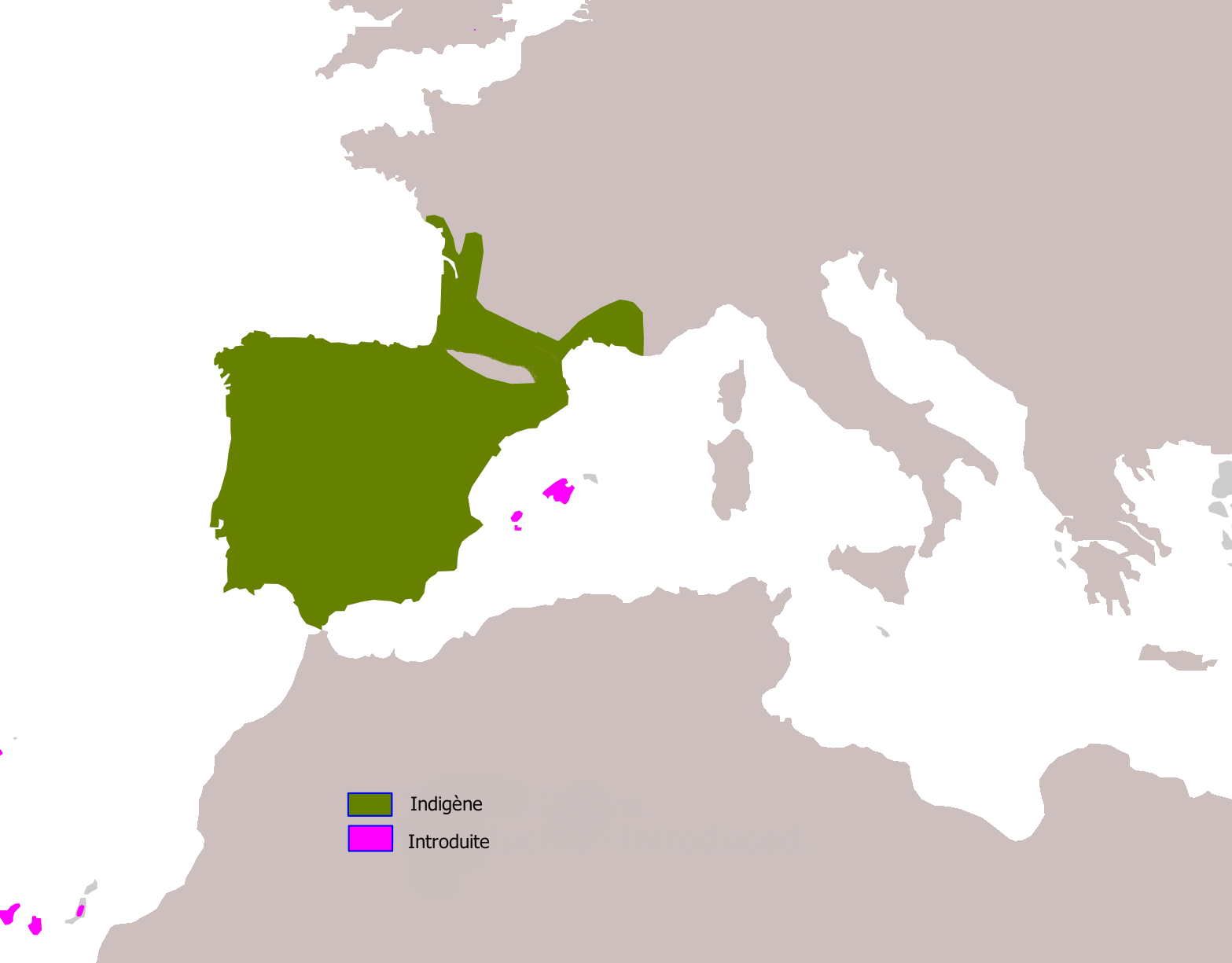
Répartition

Cette espèce se rencontre du niveau de la mer jusqu'à 2 380 m d'altitude dans toute la péninsule Ibérique (Portugal et Espagne) et au-delà des Pyrénées en France vers le nord-ouest, dans une bande longeant l'Atlantique jusqu'en Vendée et vers le sud-est le long de la Méditerranée jusque dans le Gard.
Elle a été introduite aux Açores, à Madère, aux Baléares, aux Canaries et en Grande-Bretagne.

## Habitat
La grenouille de Pérez est présente dans de multiples milieux aquatiques. Elle fréquente les lagunes, marais littoraux, canaux d'irrigation, fossés de drainage, mares, rives des cours d'eau, etc. Elle tolère les eaux polluées ou saumâtres.
Les têtards sont très résistants et peuvent survivre à de fortes températures et à de faibles taux d'oxygène.

## Comportement

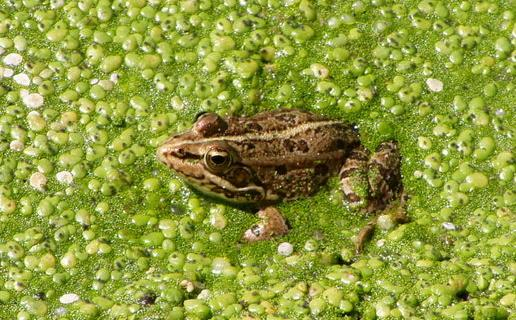
Grenouille de Pérez

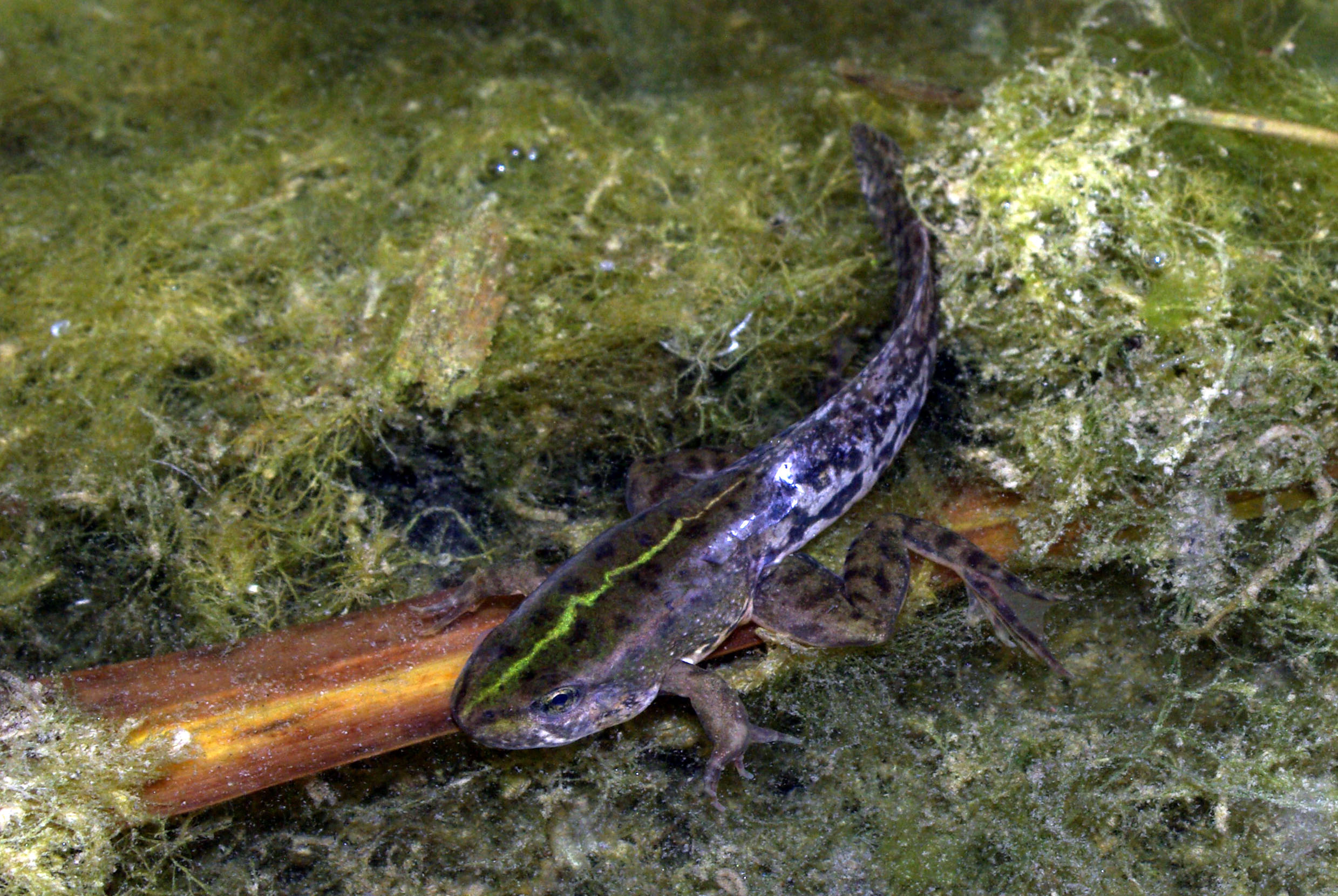
Têtard de P. perezi

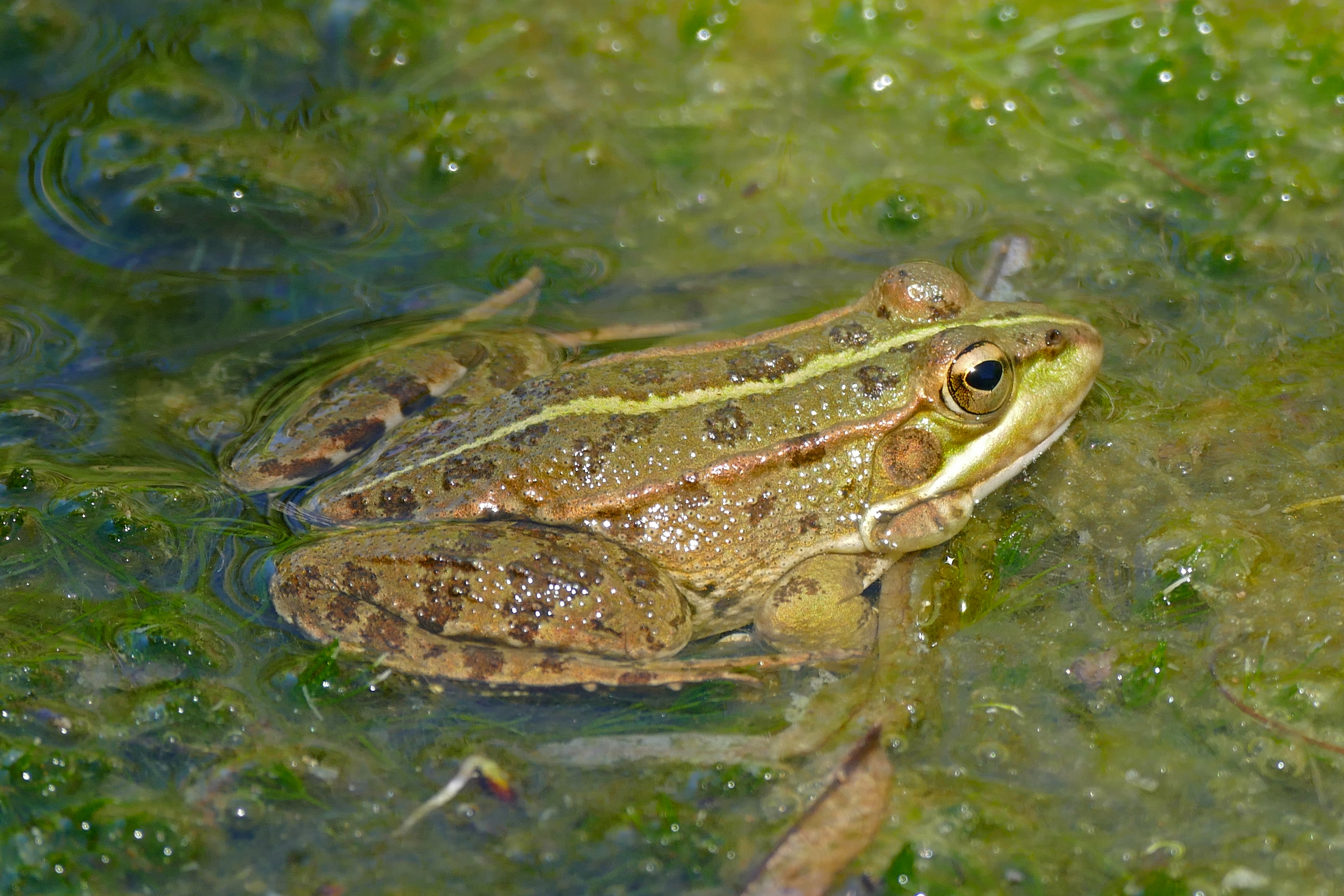
Grenouille de Pérez (Catalogne, Espagne)

Active de jour comme de nuit, elle peut être observée lorsqu'elle se chauffe au soleil dans des eaux peu profondes. Elle est présente toute l'année dans l'eau ou à sa proximité.
Chant : les grenouilles de Pérez chantent bruyamment toute l'année, de jour comme de nuit, dans l'eau ou sur des plantes flottantes. Le chant est proche de celui de la grenouille de Lessona, en plus modulé.
La période de reproduction est longue et les appels du mâle peuvent être entendu toute l'année suivant les régions. La femelle pond de 800 à 10 000 œufs qui adhérent à la végétation, aux roches ou éventuellement flottent en surface.
Il leur faut de 2 à 4 mois pour se développer. Ils peuvent aussi hiverner et atteindre alors 11 cm.
La maturité sexuelle est atteinte à 1-2 ans pour les mâles et à 2-3 ans pour les femelles.
Ce sont des prédateurs opportunistes capables de se nourrir de proies variées. Diptères, coléoptères, mollusques et hyménoptères sont les plus consommés.

## Conservation et protection
Pelophylax perezi est citée dans l'annexe V de la directive Habitats. Elle a été classée "À surveiller" dans le Livre Rouge des Vertébrés de France.
Elle est protégée en France.

## Étymologie
Cette espèce est nommée en l'honneur de Laureano Pérez Arcas.

## Publication originale
- López-Seoane, 1885 : On two new forms of Rana from N.W. Spain. Zoologist: A Monthly Journal of Natural History, sér. 3, vol. 1885, p. 169-172 (texte intégral).